# Andris Biedrins
Andris Biedrins (Riga, 2 de abril de 1986) é um ex-jogador profissional de basquetebol que atuava na NBA, nascido na Letónia em 1986. Jogou mais de 500 partidas pelo Golden State Warriors, acumulando médias de 6,4 pontos e 7,1 rebotes por jogo pela equipe de Oakland. Se aposentou em 2014 no Utah Jazz.